# Крысолов (персонаж)
Крысолов  (англ. Ratcatcher) —   имя вымышленного персонажа, появляющегося в американских комиксах и других изданиях DC Comics, в первую очередь как враг Бэтмена. Он принадлежит к коллективу противников, составляющих галерею классических жуликов Тёмного рыцаря. Когда-то настоящий крысолов в Санитарном департаменте Готэм-Сити, Отис Фланнеган погрузился в преступную жизнь. Называя себя Крысоловом из-за своей особой способности общаться с крысами и дрессировать их, Фланнеган не раз использовал своих приспешников, чтобы терроризировать Готэм, высвобождая орды паразитов.
Крысолов впервые появился в Detective Comics № 585 (апрель 1988 года) и был создан писателями Аланом Грантом и Джоном Вагнером и художником Нормом Брейфоглом.
В начале Бесконечного кризиса Фланнеган был обнаружен в компании бездомных и уничтожен одним из OMAC – агентов, запрограммированных на борьбу с супергероями и суперзлодеями.
Две версии персонажа, Клео Казо / Крысолов 2 и её неназванный отец, появляются в фильме DC Extended Universe «Отряд самоубийц» (2021), которых изображают  Даниэла Мелшиор и Тайка Вайтити соответственно .